# Радомишль
Ра́домишль (прибл. до XV століття — Мичеськ; до 1946 року — Радомисль) — місто в Україні, на лівому березі річки Тетерів, центр Радомишльської міської громади Житомирської області. Населення — 13685 осіб (2022).

## Назва
Радомишль — одне із стародавніх міст Полісся і України. Свою сучасну назву Радомишль отримав не відразу. Вперше Радомишль згадується у літописі 1150 року під назвою Мичеськ, пізніше — Микгород. Старовинна назва древлянського міста походить від назви річки Мика, а та — від загальнослов'янського дієслова «микати», що означає «робити швидкі й різкі рухи». Така назва може свідчити, що в старі часи річка Мика могла мати стрімку течію. Нині Микгородом називається сучасний район Радомишля, де понад сто років працює відома пивоварня.
За княжої доби Мик-город мав вигідні стратегічні умови для розташування укріплення і побудови городища, адже його із обох сторін омивали річки Тетерів і Мика. Як свідчать перекази і як згадує у своїх працях Михайло Грушевський, на сучасному Микгороді було поставлено град.
1390 — у грамоті київського князя Володимира Ольгердовича місто згадане під назвою Мицько при Тетереві.
Приблизно у 1-й половині XVI ст. з'явилася нова назва міста. Після чергової татарської навали його з Микгорода перенесли на стратегічно вигідніше місце — стрімкий лівий берег річки Тетерів. За народною етимологією, «радісна мисль» про переселення і дала нову назву поселення — Радомисль. За іншою версією, вона походить від імені людини (аналогія: Земомисл, Осмомисл).
Деякі автори припускають, що Радомисль або Радомисл означало людину, названу або вшановану як промисел чи знаряддя промислу. Перша писемна згадка назви «Радомисль» належить до 1569 року. З 1946 року вживається сучасна назва «Радомишль».
Назву «Радомисл» або «Радомисль», найімовірніше, могли принести переселенці з Волині або Червоної Русі, де й досі збереглися містечка саме з такою назвою.

## Історія

### Давні часи
Територія міста заселена близько 30 тисяч років тому, про що свідчить досліджене на околиці міста пізньопалеолітичне поселення — Радомишльська стоянка. Також поблизу міста знайдено поховання мідної доби (IV тис. до н. е).
На самій території міста виявлено ранньослов'янське поселення VI—VII ст. ст., а також залишки давньоруського городища Мичеська (Микгорода) (кінець IX — поч. X ст.). Через Мичеськ приблизно з X–XI ст. ст. пролягав шлях з Києва на Волинь та в Польщу. Вперше Мичеськ письмово згаданий у Іпатіївському та Троїцькому літописах.

### Литовсько-польська доба

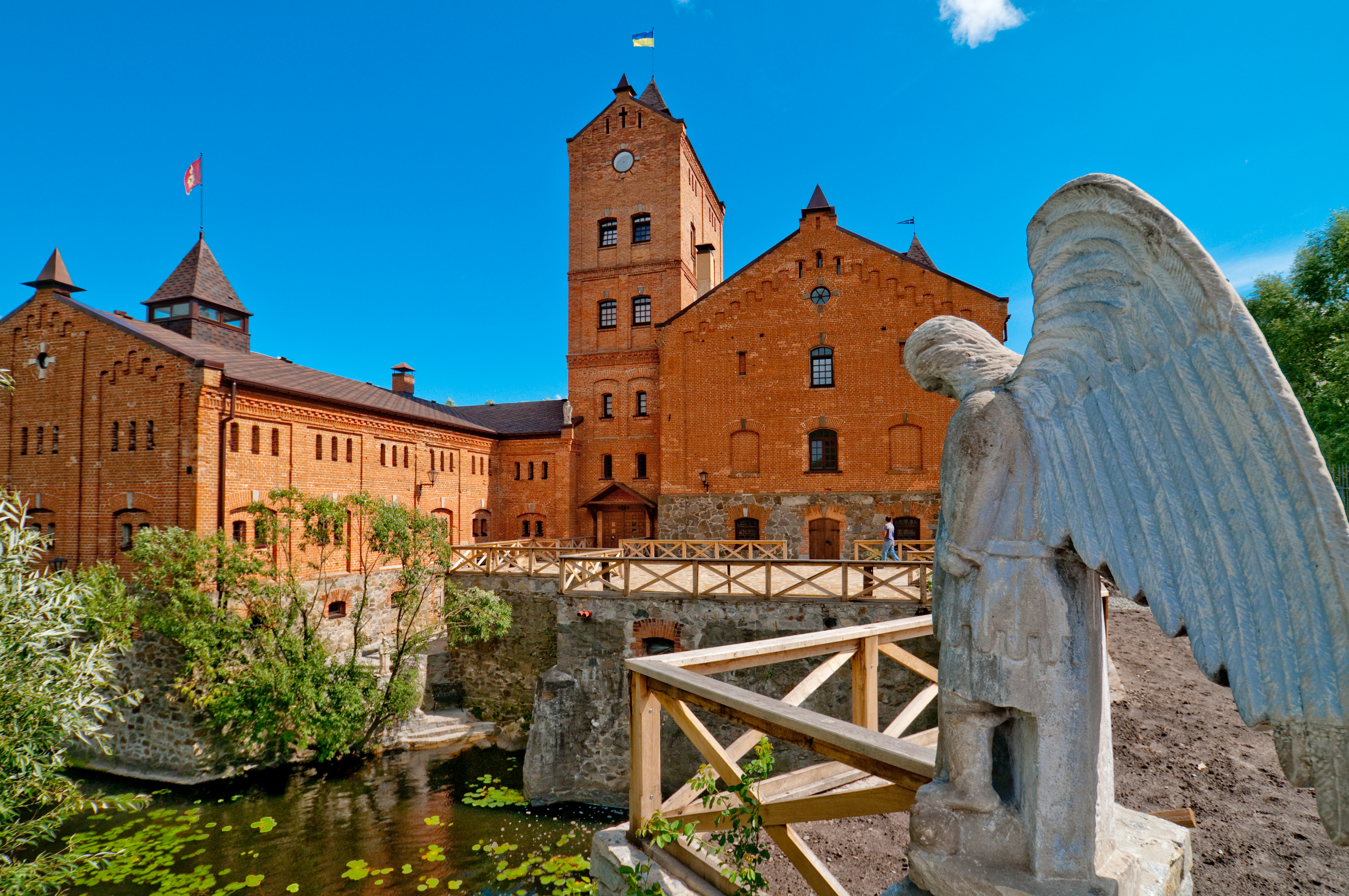
Замок Радомисль, збудований на місці папірні, зведеної близько 1612 року

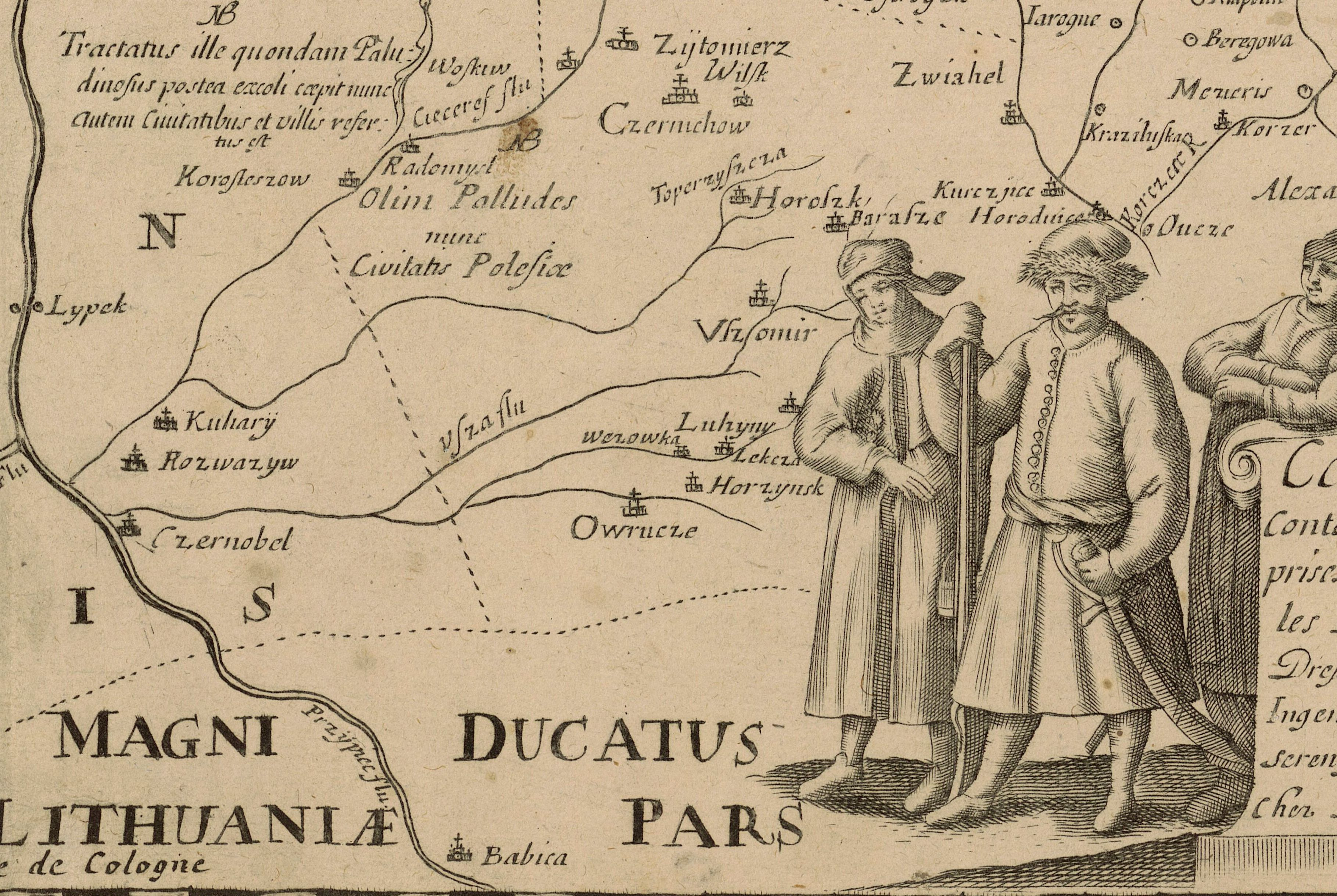
Радомишль на мапі Боплана, 1648 рік

В 1320-х рр. великий князь литовський Гедимін зайняв Древлянську землю і 1362 року Мичеськ потрапив до складу Великого Князівства Литовського і належав йому 207 років. У 1399, 1416 та 1462 рр. місто зазнало руйнувань під час нападів татар. Напади татар тривали й пізніше. Через це в XVI ст. місто занепало й перейшло у власність Києво-Печерського монастиря.
1569 — внаслідок Люблінської унії в місті встановилася влада Польщі і протрималася протягом 224 років.
У цей час мешканці міста й околиць жили переважно з рільництва (хмелярство, льонарство), лісового господарства (корабельний ліс), збирання грибів, заготівлі сіна, бортництва, рибальства, мисливства, бобрового господарства, млинарства, корчмарства. Розводили корів, овець, коней, свиней. Розвивалися промисли: виробництво деревного вугілля, дьогтю, чинбарство, гончарство, ковальство, ткацтво килимів тощо.

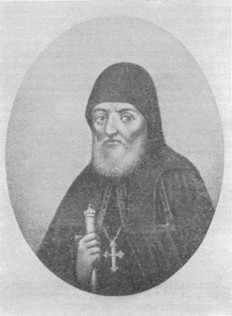
Єлисей Плетенецький

Чималу роль у розвитку міста відіграв архімандрит Києво-Печерського монастиря Єлисей Плетенецький. З його іменем пов'язаний початок книгодрукування в Києві. 1606 року для потреб лаврської друкарні він збудував у місті папірню, яка стала першим на території сучасної України підприємством з виготовлення паперу.
Під час Хмельниччини в місті й околицях спалахнуло повстання, змусивши шляхту й орендарів втікати на захід.
Після Андрусівського перемир'я 1667, за умовами якого Україну розділили між Московією та Польщею, українське населення Радомисля зазнавало утисків з боку польської шляхти. У 1702–1704 рр. мешканці міста підтримали повстання під проводом Семена Палія, завдяки якому на якийсь час польська влада змінилася на владу лівобережного гетьмана Івана Мазепи.
5 березня 1729 року у володіння Радомислем вступив номінат і адміністратор Київської греко-католицької митрополії єпископ Анастасій Шептицький, який того ж року став митрополитом Київським, Галицьким і всієї Руси. Значення міста зросло з 1746 р., коли воно стало резиденцією греко-католицьких митрополитів. У цей час збудовано Радомишльський замок, оточений ровом і валом, де містилася резиденція зі скарбницею. 1763 року в центрі міста на місці згорілої церкви збудовано церкву Святої Трійці і, можливо, легендарні підземні ходи.
1750 — на Радомисльщині діяв відомий гайдамацький ватажок Іван Подоляка. Під час Коліївщини (1768) тут діяв загін одного зі сподвижників Максима Залізняка — Івана Бондаренка.

### Під владою Російської імперії

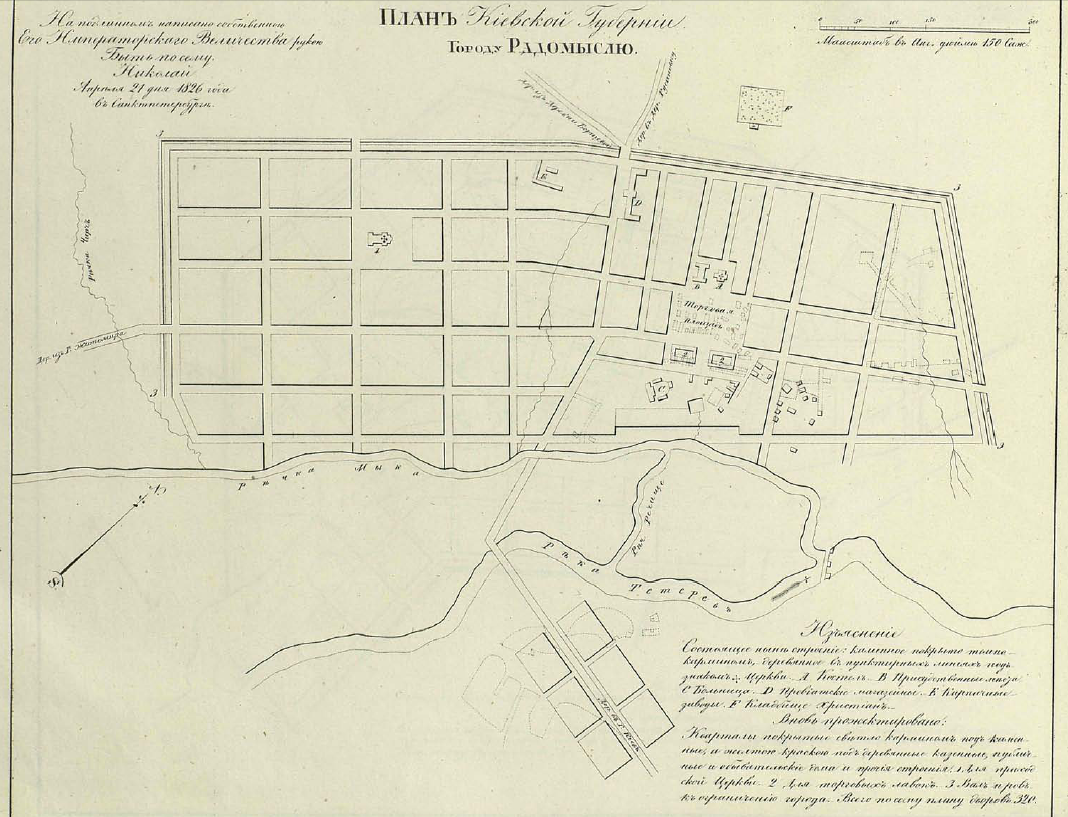
План міста Радомисля Київської губернії, затверджено 21 квітня 1826 року, Санкт-Петербург

Після 3-го поділу Польщі греко-католицька митрополія та її резиденція в Радомислі були ліквідовані, а саме місто у складі Правобережної України було приєднане до Російської імперії.
1794 — Радомисль увійшов до складу Ізяславського намісництва. Із власності греко-католицьких митрополитів він переходить у державну власність.
1795 — Радомисль стає повітовим містом Волинського намісництва.
1796 — затверджено герб Радомисля. У верхній частині гербового щита на жовтому тлі був зображений чорний двоголовий орел (символ Російської імперії) з древнім гербом Волині (чотирикінцевим хрестом) на грудях — ознака належності міста до Волинського намісництва. В нижній частині герба на синьому тлі зображені три срібні голуби у стрімкому леті з палаючими смолоскипами.
1797 — Радомисльський повіт передано до складу Київської губернії. Створено магістрат, суд, засновано посаду городничого.

#### Громадсько-політичне життя
Жителі міста брали активну участь у франко-російській війні 1812 року. За наказом фельдмаршала М. І. Кутузова, генерал-майор К. К. Сіверс, командир Новоросійського драгунського полку, розквартированого в місті, формував тут козацькі полки.
У Радомислі знайшов відгук і рух декабристів. У місті стояв Алексопільський піхотний полк, командиром якого був декабрист полковник І. С. Повало-Швейковський. У період підготовки повстання Чернігівського полку до міста приїздив один із його керівників М. П. Бестужев-Рюмін.
18 жовтня 1905 року у місті відбулася революційна демонстрація.
1914 року в місті сталися погроми та виступи мобілізованих солдат.

#### Міське самоуправління і господарство

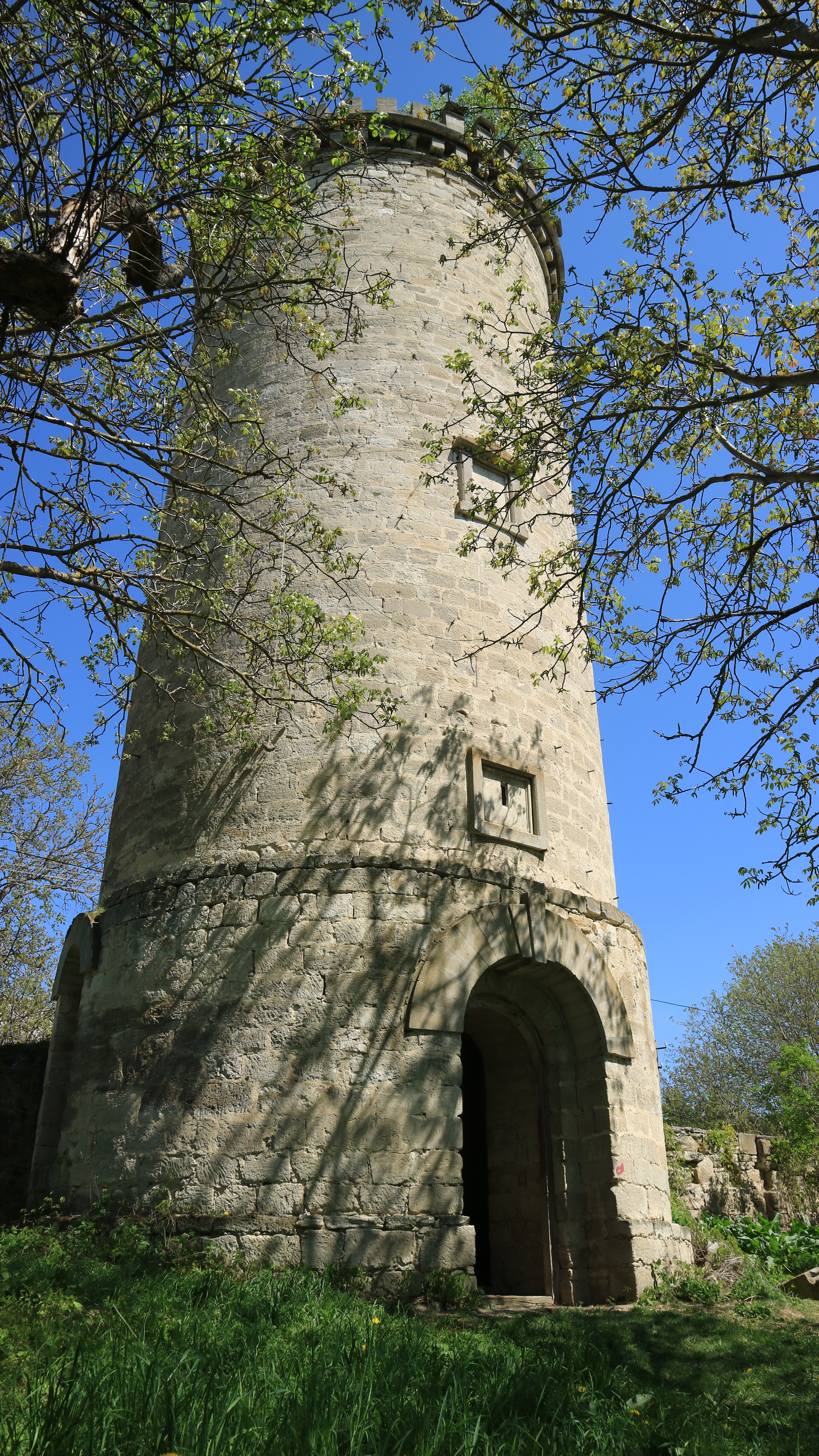
Водонапірна башта та міська дума

Кінець XVIII століття приніс зміни в життя міста, воно підпадає під владу Російської імперії. Створюються міські органи влади. В 1799 році заснована міська поліція, призначено квартального наглядача.
Місцеві органи влади розташовувалися в різних будівлях. Магістрат, дума і суд займали один дерев'яний будинок, один цегляний будинок займала міська поліція з городничим. Всі адміністративні будівлі знаходилися в центрі міста. В 1844 році представлений проект на побудову нової лікарні в місті, будівництво якої було завершено в 1851 році.
У 30—40-х рр. велася запекла боротьба між православними міщанами і євреями за посаду голови міста.
Найскладнішими проблемами міського господарства першої половини XIX століття були боротьба з пожежами і замощення вулиць. Вже в 1840 році створюється пожежна команда із солдатів строкової служби.
Після реформи 1861 року було проведено ряд інших реформ, одна з них — реформа міського самоуправління. Міська реформа 1870 року змінила структуру міського самоуправління. Згідно з положенням 1870 року повноваження міської думи були досить обмеженими і зводилися головним чином до турбот про благоустрій міста, торгівлю, освіту, утримання поліції, тюрми, пожежної команди.
У Радомислі діяла телеграфна лінія і станція, поштова контора з відділенням, яка згадується з 1883 року.
У 1899 та 1901 роках були прийняті нові плани забудови міста, які включали у міську зону Папірню.
На початку XX століття особливо швидко почалося покращення стану доріг, їх замощення і прибирання. В 1911 році відкрито водонапірну башту висотою 40 метрів. На мостах через р. Мику, р. Тетерів і р. Сухарку міська влада утримувала сторожа для очищення мостів та їх охорони. Увечері місто освітлювалося газовими ліхтарями, а майже перед самою революцією 1917 року споруджено електростанцію, що забезпечила місто струмом.

#### Населення
Згідно з переписом населення 1797 року в Радомислі нараховувалося 1829 жителів, з них 1424 євреї. А вже 1801 році в місті проживало 14 християн-купців, 6 єврейських купців, 939 християн-міщан, 1474 єврейських міщан. Частка єврейського населення в Радомислі поступово збільшувалася, хоча для євреїв в умовах царату це були тяжкі часи. В 1827 році в місті нараховувалося 3713 чоловік. З розвитком промисловості і торгівлі соціальний і національний склад населення міста змінюється. Починає зростати і кількість німецьких колоністів, особливо у другій половині XIX століття. Вони проживали в передмісті Радомисля, а пізніше і в самому місті. В 1870 році на Папірні налічувалося 17 дворів німецьких колоністів, де проживало 83 чоловіка.
Наприкінці XIX століття площа міста швидко зростає. 28 січня 1897 року проведено загальний перепис населення Російської імперії, за яким в місті проживало 10906 осіб та 1167 осіб у передмісті Рудня — загалом 12073 осіб.
Серед них налічувалося 3139 православних, 7502 юдеї, 209 римо-католиків, 46 протестантів, 5 старообрядців та 4 мусульман.
Українська мова була рідною для 2463 мешканців, російська для 778, польська для 136, єврейська — для 7468 мешканців.
На початку XX століття динаміка приросту населення міста була зумовлена економічним зростанням промисловості. В 1913 році населення міста становило 15165 чоловік.
1808 рік. Перепис євреїв Радомисльського повіту орендарів закладів з продажу акцизних напоїв.

#### Промисловість
На початку XIX століття в місті працювали незначні за розмірами і обсягом продукції промислові підприємства. В 1803 році у місті діяли пивоварний і цегляний заводи, млини на р. Тетерів, велася торгівля в 49 дерев'яних і 8 кам'яних лавках. З подальшим розвитком міста з'являються нові підприємства, праця на яких була тільки ручна. З 1805 року діє гарматний завод. У 1819 році виділяється земля для вироблення вапна, а також на побудову цегляного заводу. В 1822 році збудовано цегляний завод. У 1827 році відкривається трактир. У 1840 році на міських землях працювало 2 шкіряні заводи. Вівся сплав лісу. Вже у 1845 році в Радомислі працювали 4 шкіряні заводи, 2 свічкових і 2 цегляних заводи. З давніх віків в околицях Радомишля діяли копальні, які переплавлювали руду на залізо. Як доказ тому є район Радомишля Рудня, де в різні віки існували ливарні цехи та підприємства з переробки заліза і виготовлення різноманітної господарської техніки.
Після реформи 1861 року, яка скасувала кріпацтво в Російській імперії, створено сприятливіші умови для розвитку виробництва. З другої половини XIX століття Радомисль набуває промислового вигляду. Вже у 1896 році в місті діяло 12 фабрик і заводів, а в 1914 році — 19 заводів і фабрик. Тут діє пивзавод, склозавод, суконна фабрика, чавуноливарний завод та інші дрібнотоварні підприємства.
В 1904 році в місті заснована суконна фабрика. Поступово розвивалося виробництва пива. Найбільшого розквіту виробництво пива зазнало за промисловців І. Альбрехта і А. Тайферта. Пивзавод працював під назвою «Пильзень». Пиво користувалося великим попитом не тільки в самому місті та повіті, але й далеко за його межами.

#### Культура та церква

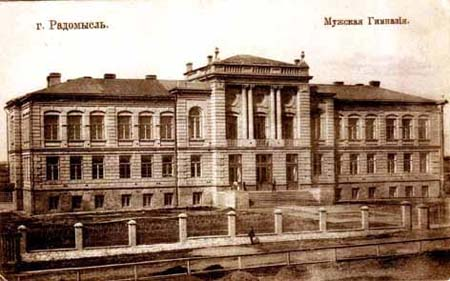
Чоловіча гімназія (нині школа-інтернат)

В 1803 році в місті працювало 2 єврейські школи. 1832 року створюється Київський навчальний округ, до складу якого увійшов і Радомисль. В 1833 році в місті засноване повітове трикласне училище. У 1836 році училище перетворене у дворянське трикласне.
У 1873 р. (за деякими джерелами 1865 р.) в Радомислі було засновано німецьку школу. Навчалося в ній небагато учнів. У 1887 р. школу відвідувало 20 хлопців і 13 дівчат, у 1893-му - 16 хлопців і 10 дівчат. Викладання предметів у школі велось німецькою мовою. У школі викладалися Закон Божий, катехізис, арифметика, читання, письмо, церковний спів. Учителями працювали російські піддані - німці. Збереглися прізвища учителів - Ф.Рейзер, А.Бер, В.Еске, Ф.Ейдеман. Цікаво, що їм виділялося в користування по 3 десятини 250 саженів землі, встановлювалась платня у 90 рублів. Після ліквідації колонії у колишній німецькій школі містилась папірнянська початкова школа (вона обліковувалась у місті за номером З).
9 вересня 1909 року відкрита Радомисльська чоловіча гімназія. В 1912 році міська дума дозволила заснувати семикласну жіночу гімназію, яка була відкрита в 1913 році.

Свято-Миколаївський храм. Дзвіниця зруйнована під час Другої світової війни

Синагога. Згоріла у 1921 році

Католицький храм. Нині будинок культури

Після ліквідації греко-католицької митрополії 1795 року дерев'яний митрополичий кафедральний собор Святої Трійці у Радомислі перетворено на православний. У 1851 році собор перебудували і поставили на кам'яний фундамент.
В 1852 році в місті нараховувалися, крім собору Святої Трійці і католицького костелу, ще одна синагога і 6 єврейських молитовних будинків. В 1882 році закінчується будівництво Свято-Миколаївського храму. Для потреб лютеран наприкінці XIX на початку XX століття збудовано німецьку церкву — кірху.

### Період національно-визвольної боротьби 1917—1921рр.
Складним, суперечливим і навіть драматичним був період національно-визвольної боротьби українського народу 1917–1921 роки, події якого не оминули і Радомисль.
Звістка про повалення самодержавства, внаслідок лютневої революції 1917 року, швидко доходить до міста. Влада переходить до органів Тимчасового уряду. Створену 4 березня 1917 року в Києві, Центральну Раду було визнано як представницький орган всього народу України. В Радомислі також створюється представництво нової влади. Початок національної революції сприяв створенню в місті громадсько-політичних організацій. Насамперед, це «селянська спілка», яка відігравала досить відчутну роль, Рада робітничих і солдатських депутатів, яка зосереджувалась на культурно-освітній роботі, створюється осередок «Просвіти» яка виступила ініціатором українізації освіти; впливовою серед єврейських робітників була партія Бунд; створюється осередок більшовиків — РСДРП(б). Діяльність цих громадсько-політичних організацій загострюється з боротьбою за владу різних політичних течій, що особливо поглибилось з осені 1917 року з приходом більшовиків до влади в Росії.
З листопада 1917 до січня 1918 року влада на радомисльщині належала Центральній Раді, яку очолював повітовий комісар УЦР Г. Карбовський. Українська влада приділяла значну увагу продовольчим питанням і підтримування порядку. Ситуація поглиблюється війною радянської Росії проти Української Народної Республіки з грудня 1917 року. В січні 1918 більшовики проголошують у місті радянську владу, виконавчий комітет якої очолив В. Ядолов, але вже в кінці лютого 1918 року в місто вступають німецькі війська, які, згідно з договором з УНР, допомагають звільнити Україну від більшовицької навали. В місті відновлюється діяльність УЦР, та знову ненадовго. Незадоволене Центральною Радою, німецьке командування 29 квітня 1918 року розганяє її, замінивши на уряд гетьмана Павла Скоропадського. Поширюється боротьба проти кайзерівських військ, гетьманщини, яку ведуть різні політичні сили, більшовики на чолі з Г. Власенком, селянської спілки — О. Мізерницький. Все це закінчується загальним повстанням 14 листопада 1918 року під керівництвом Директорії, яку очолювали С. Петлюра і В. Винниченко. Повітовим комісаром на Радомишльщині стає Г. Науменко, його помічником Юліан Мордалевич, які значну увагу приділяють наведенню порядку, освіті. Але у грудні 1918—1919 роках повіт, як і вся Україна, стає ареною війни за владу в основному між більшовиками і національними силами. Місто буквально переходить з рук у руки. Вже на початку лютого 1919 року Радомисль і Малин зайняли більшовики, але не встигли як слід відновити роботу Рад, як були вибиті того ж 24 лютого 1919 року загонами Соколовського. У зв'язку з відступом сил УНР у березні 1919 року під натиском переважаючих радянських сил 2 березня червоні війська знову захоплюють Радомисль, Кочерів, Коростишів і рухаються на Житомир. А вже 8 березня 1919 року загін Соколовського знову захоплює Радомисль. Більшовики несуть великі втрати, це подвоюється масовим повстанням у квітні 1919 року проти більшовицької політики «військового комунізму». 7 квітня 1919 року Радомисль зайняли значні сили Червоної Армії, ситуацію тут вивчає більшовицький комісар М. Скрипник. Та все ж 25 травня 1919 року повстанці на короткий час знову захоплюють місто, ведучи жорстокі бої. В повіті лютують спецзагони ВЧК, у серпні 1919 підло вбиті керівники повстанців Д. Соколовський, Палій і Винявський, які перебували в селі Горбулів.

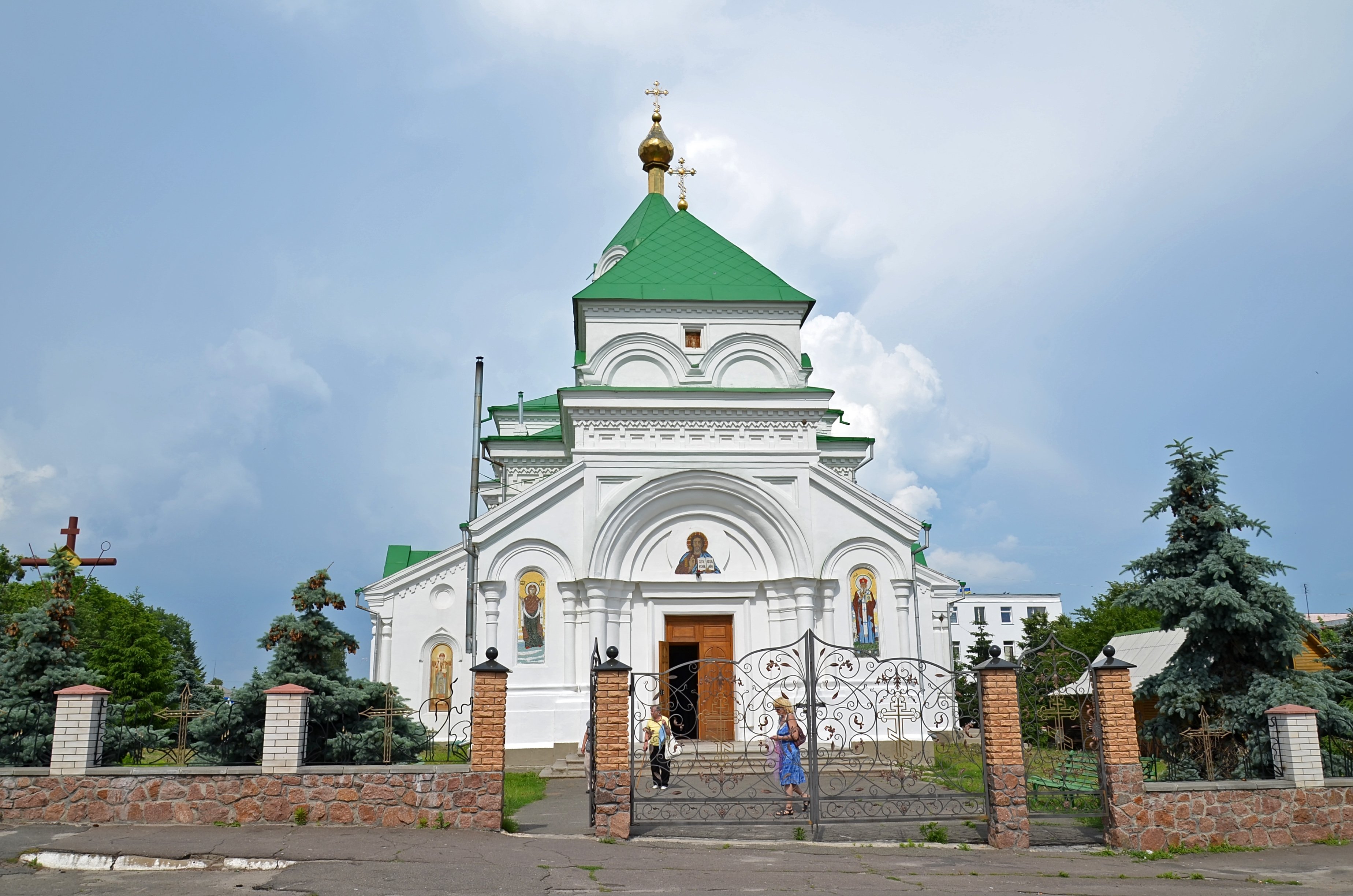
Свято-Миколаївський собор

Внаслідок наступу військ УНР і ЗУНР на Київ у серпні 1919 року під командуванням Симона Петлюри звільнено і Радомисль. Але здолати «трикутник смерті (більшовиків, білогвардійців, поляків)» українським силам не вдалось і 17 вересня 1919 року радянські війська І. Федька вступають у місто. Відновлюється робота ревкомів та його відділів.
У квітні 1920 року починається новий етап радянсько-польської війни, Радомисль зайняли війська третьої польської армії, але вже у червні 1920 року під тиском Червоної армії вони відступають і залишають місто. Боротьбу проти більшовиків продовжує повстанський комітет, який очолює Ю. Мордалевич. В 1921—1922 роках населення повіту потерпало від страшного лиха — штучного голоду, який запровадили більшовики для упокорення бунтівної України, в цьому їм активно допомагають червоні війська, якими командував Г. Котовський.
У листопаді 1921 року була зроблена остання відчайдушна спроба частин УНР на чолі з Ю.Тютюнником звільнити Україну і створити незалежну державу. Ці події зачепили і повіт, а закінчились героїчно і трагічно під містечком Базар, де залишки повстанців які не скорилися (359 чоловік) були розстріляні. На цьому шалений вихор української революції 1917-1921 рр. припинився утвердженням радянської окупаційної влади.

### Радянський період

#### 1920—1930-ті роки
Зі створенням СРСР починається поступове відродження господарства і налагодження мирного життя. В 1923 році Радомисль увійшов як райцентр до Малинського округу, а в 1932 році місто і район входять до Київської області. Тільки в 1937 році із створенням Житомирської області Радомисль остаточно стає райцентром. Відновлюються старі підприємства — цегельний, пивоварний заводи, шкір завод, засновано меблеву фабрику, запрацювали заклади освіти, лікарні та культурні установи. Створюються інвалідні будинки і будинки праці.
Населення міста в 1923 році становило 12300 чоловік, у 1931 році — 12900 чоловік. За національністю населення міста в 1931 році поділялося таким чином:
- євреї — 47,7 %;
- українці — 45,7 %;
- росіяни — 2,25 %;
- німці — 1,58 %;
- поляки — 1,26 %;
- чехи — 0,4 %;
- інші — 1,4 %.[21]

Радянська влада активно пропагувала атеїзм. У цей період нищилися церкви, зокрема в 1927 році в місті знищено церкву Святої Трійці, яка була його окрасою.
Насильницька політика суцільної колективізації викликала невдоволення у селян. Відбувалися селянські виступи. Страшним лихоліттям українського народу став штучний Голодомор 1932–1933 років. Радомисляни і селяни їли все, щоб вижити, частим було людоїдство. Під час організованого радянською владою Голодомору 1932—1933 років померло щонайменше 59 жителів міста. За даними різних джерел, у Радомишльському районі загинуло 895 чол., імена яких на сьогодні встановлено.
Ще одним випробуванням для населення міста були масові репресії. В 1936–1937 роках сфабриковані справи про існування контрреволюційних груп, внаслідок чого загинуло багато безневинних людей.

#### Друга світова війна

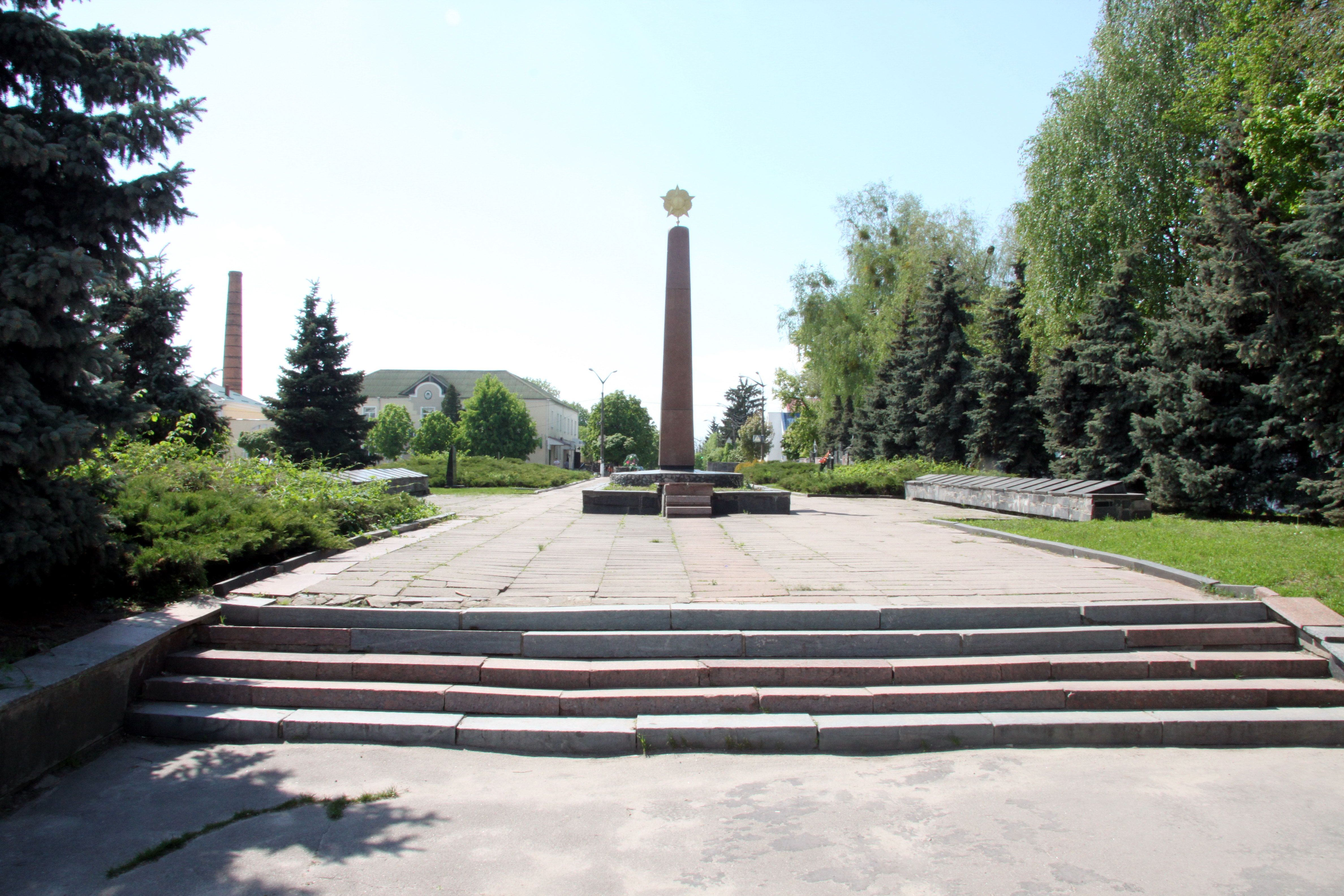
Меморіал Слави загиблим воїнам під час нацистсько-радянської війни, майдан Соборний

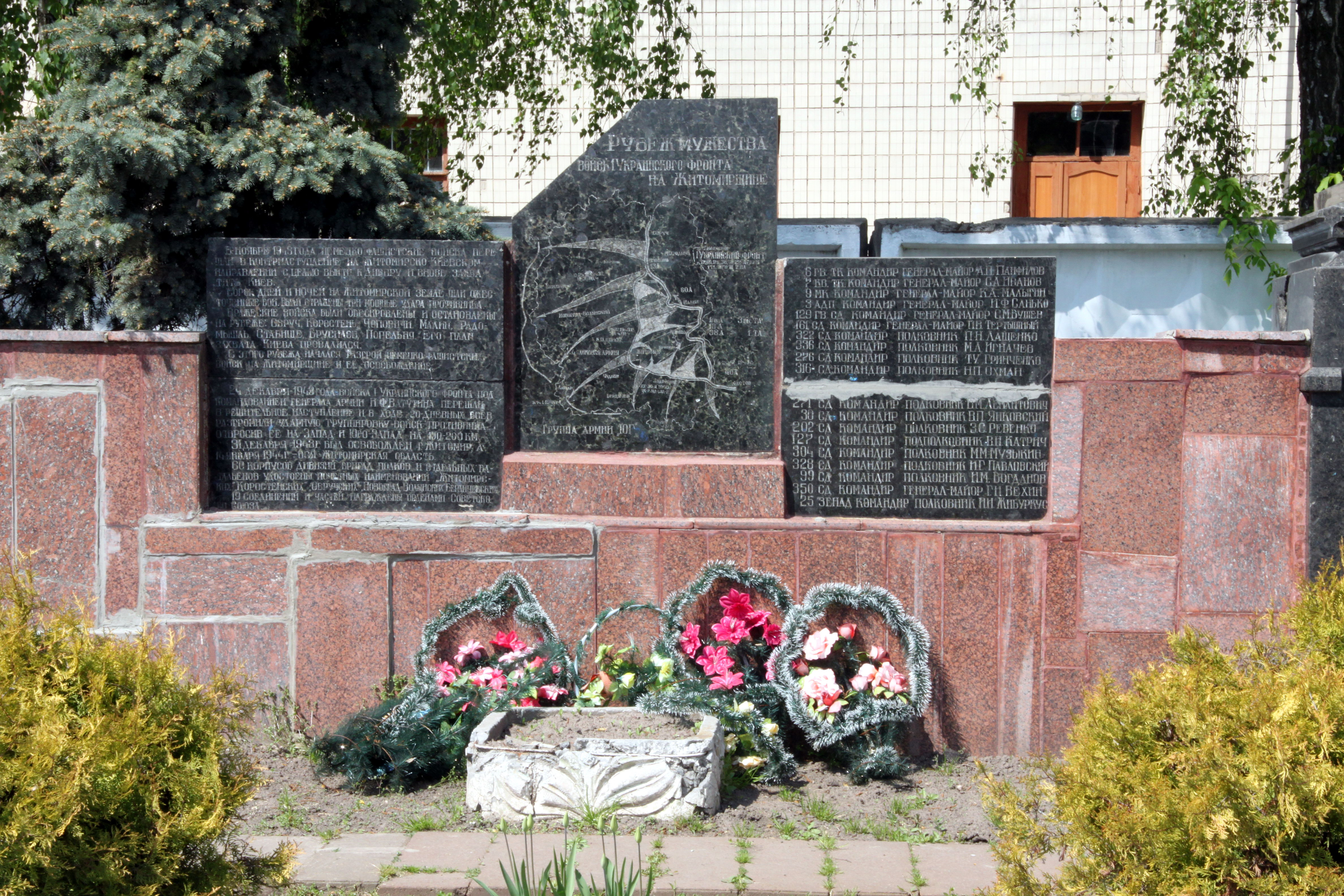
Братська могила радянських воїнів

22 червня 1941 року розпочалася Німецько-Радянська війна. Місто зазнає бомбардувань німецької авіації, а вже 7 липня 1941 року на підступах до Радомисля розгорілися запеклі бої, але під переважаючими силами противника радянські війська змушені відступити. 9 липня 1941 року ворог окупував місто. Восени 1941 року окупанти проводять масові розстріли єврейського населення в урочищі «Лісова Пісня» та в яру Черчі, за 1941–1943 роки знищено 2000 євреїв. У квітні 1942 року розпочинається масовий вивіз молоді до Німеччини. Проте населення Радомисльщини не скорилися нацистським загарбникам. Наприкінці грудня 1941 року почала діяти підпільна група, в якою керував командир Червоної Армії В. Гальона, в якій налічувалося 20 чоловік. Ще одну підпільну групу з жителів міста і села Кримок очолила К. Сичевська. В лютому 1942 року почала діяти підпільна друкарня заснована М. Ткаченком та О. Лагутенком. У ній було надруковано 25 антинацистських листівок та повідомлень Радінформбюро загальним тиражем понад 18 тисяч примірників. В місті розгортає діяльність і осередок ОУН, яку очолив Сурмач, але в листопаді 1941 року більшість членів осередку арештовані і в грудні розстріляні нацистами. Антинацистська боротьба доповнюється нальотом на Радомисль 4-го серпня 1943 року партизанського загону І. Хитриченка, в результаті якого було розбито гарнізон і спалено міст.
Під час визвольних боїв війська першого Українського фронту 10 листопада 1943 року визволили Радомисль, але 7 грудня нацисти знову повернули під контроль місто. 26 грудня 1943 року в ході здійснення Житомирсько-Бердичівської наступальної операції Радомисль був остаточно звільнений від загарбників. На околицях звільненого міста деякий час перебували генерал М. Ватутін, а згодом і М. Хрущов.
За час окупації місту було нанесено великої шкоди: спалено 142 будинки, зруйнована суконна фабрика, завод «Сільмаш», маслозавод, пивзавод, дві школи, дитячій садок, готель, міст через річку Мика та ін. Було розстріляно 3100 дорослих і дітей, на роботи у Німеччину відправлено 148 чоловік.
Свій вклад внесли Радомисляни в перемогу над Німеччиною: 1806 з них нагороджено орденами і медалями. В. Бурбі, П. Бондаренку, В. Карпенку, С. Сингаївському посмертно присвоєно звання Героя Радянського Союзу. Близько 10 тисяч жителів Радомисльщини не повернулося з війни, 18 тисяч воїнів загинуло при визволенні району.

#### Післявоєнний період

Пам'ятник Тарасові Шевченку (1964)

З 1944 року по 1950 рік велася відбудова господарства, піднімалися з руїн підприємства. За короткий час відновили роботу завод «Сільмаш», пивзавод, маслозавод, меблева фабрика, запрацювали школи і заклади охорони здоров'я та культури.
В 1946–1947 роках жителі району, як і всієї України, зазнали лихоліть нового голодомору, рятуючись поїздками до західної України за хлібом і харчами. У післявоєнні роки Радомисльщина зазнала жорстоких репресій. У 1952–1956 роках пекло ГУЛАГУ пройшла письменниця Р. Балясна, з 1951 по 1955 роки — єврейський письменник А. Веледницький — уродженці Радомисля.
У 1946 році зазнає змін назва міста. Радомисль перейменовано на Радомишль.
З кінця 1950–1960 років місто в період хрущовської лібералізації зазнає певного підйому у розвитку. В 60-х роках у місті працювали машинобудівний завод, пивзавод, маслозавод, крохмальний завод, два цегельні заводи, завод капронових виробів, меблева фабрика, промисловий і харчокомбінати, будівельні організації, «Сільгосптехніка». В 1983 році у місті діяло 15 підприємств, найбільшим з них був машинобудівний завод.
В 1962 році побудований новий міст через річку Тетерів. В 1968 році засновується спортивна школа і споруджується палац спорту, стадіон, волейбольний майданчик.
Наприкінці 50-х років а саме взимку 1957–1958 p. в Радомишлі знімався фільм «Гроза над полями» за твором А. Шияна. В 1963 році на місці, де було відкрито стоянку первісної людини, поставлено пам'ятник, якого відкрив кандидат історичних наук І. Г. Шовкопляс.
За постановою Ради Міністрів УРСР 24 листопада 1976 року місто Радомишль віднесено до списку стародавніх міст в Україні, що мають пам'ятки археології, містобудування і архітектури.
Мешканці міста брали участь у ліквідації аварії на ЧАЕС 26 квітня 1986 року. Жителі Радомишльщини вимушено брали участь у війні СРСР в Афганістані. Ряд воїнів афганців нагороджені бойовими орденами і медалями, 7 уродженців району не повернулися з тієї безглуздої війни.

### Від 1990-х

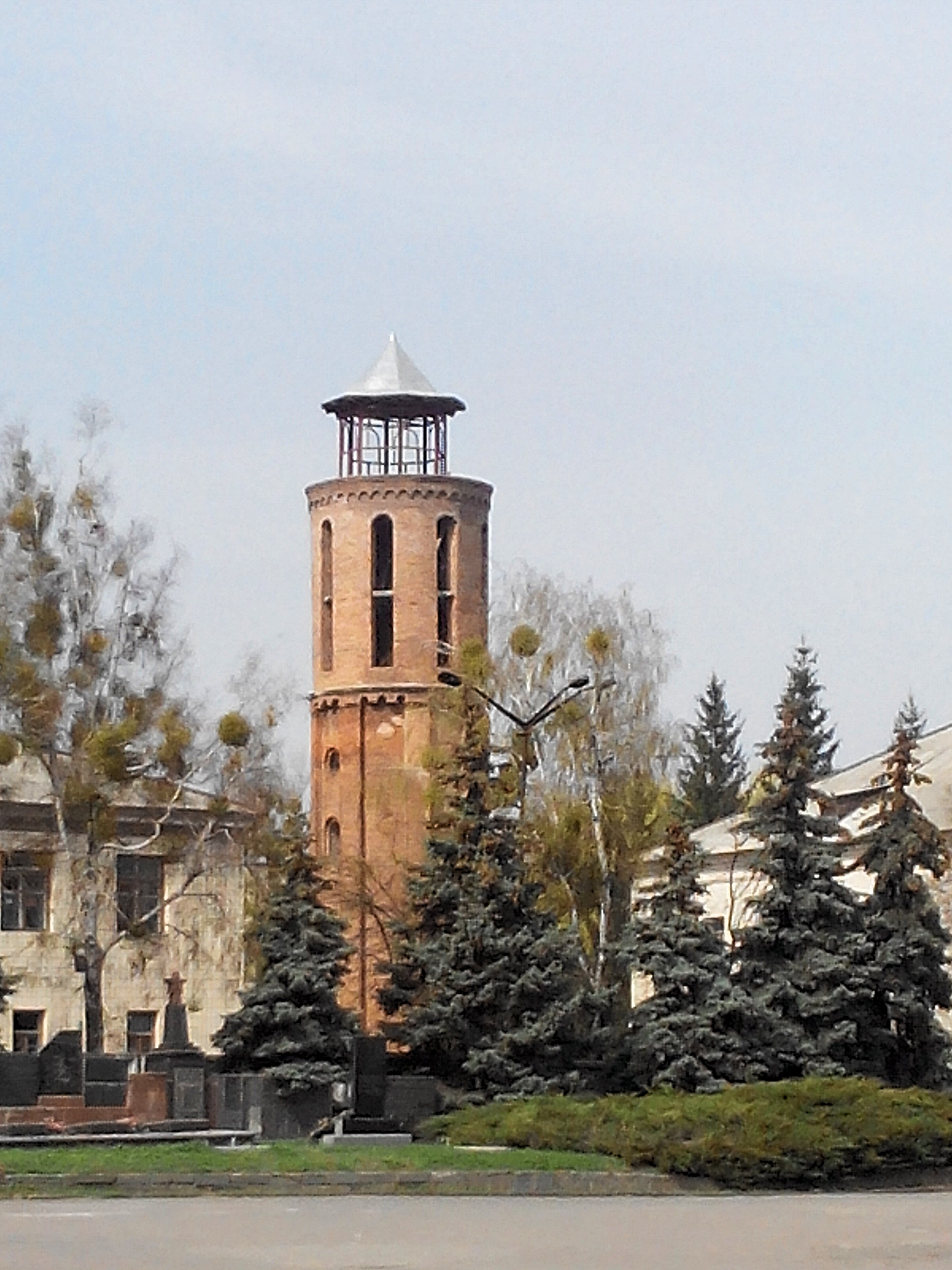
Водонапірна башта

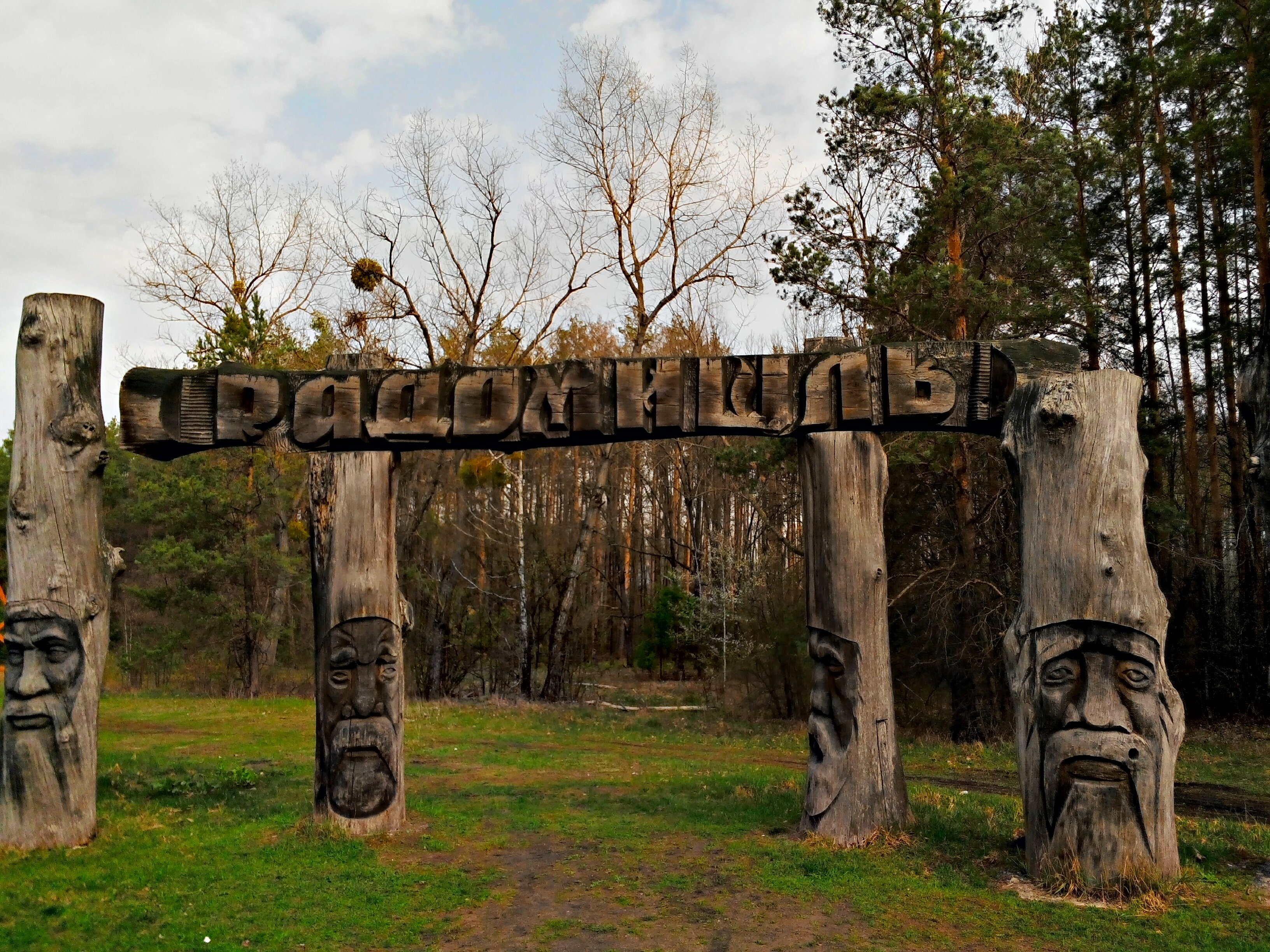
Знак на в'їзді до Радомишля

1990-ті роки для міста були руйнівними. Поступово зупинялися заводи і фабрики, все більше мешканців міста вимушені шукати роботу в Києві, Житомирі та за кордоном.
2001 — розпочався новий етап у розвитку пивзаводу — завод став основною виробничою базою корпорації «Рідна Марка» (Київ).
Верховна Рада України постановою 377-IV 26.12.2002 включила у межі міста Радомишль село Соснова Поляна.
У 2004 відкрито астероїд, який було названо на честь міста — 159011 Радомишль.
2008 — розпочато реконструкцію водонапірної башти, яка є одним із символів міста.
У 2011 в місті був відкритий історико-культурний комплекс «Замок Радомисль», заснований доктором Ольгою Богомолець.
9 березня 2022 року літак ЗСУ знищив російську ракету над Радомишлем.

### Епідемія коронавірусу
У березні 2020 року в місті одна літня жителька (71 рік) була інфікована коронавірусом. 12 березня 2020 року вона померла. Місто було закрито на карантин. Під нагляд помістили 6 чоловік, родичів хворої.
16 березня 2020 року у Києві було зафіксовано зараження студента коронавірусом, він відвідував сім'ю зараженої жінки в Радомишлі.

## Населення
За даними перепису населення СРСР 1939 року чисельність населення становила 11 675 осіб, з них українців — 8 095, росіян — 542, німців — 326, євреїв — 2 348, поляків — 284, інших — 80.

### Чисельність населення
| 1897   | 1959   | 1979   | 1989   | 2001   | 2019   |
| ------ | ------ | ------ | ------ | ------ | ------ |
| 10 906 | 11 427 | 15 561 | 16 999 | 15 326 | 14 348 |

### Національний склад
Розподіл населення за національністю за даними перепису 2001 року:
| Національність  | Відсоток |
| --------------- | -------- |
| українці        | 94,16 %  |
| росіяни         | 4,55 %   |
| інші/не вказали | 1,29 %   |

### Мова
Розподіл населення за рідною мовою за даними перепису 2001 року:
| Мова            | Відсоток |
| --------------- | -------- |
| українська      | 95,71 %  |
| російська       | 4,16 %   |
| інші/не вказали | 0,13 %   |

## Географія
Радомишль знаходиться на сході Житомирської області. Місто розташоване на берегах річки Тетерів.
До обласного центру — Житомира, відстань складає близько 73 км.
Площа міста 650 га
У тектонічнічній будові відповідає Українському щиту.
У історико-географічному відношенні місто розташоване у Наддніпрянщині.
Клімат міста Радомишль помірно-континентальний, із м'якою зимою та теплим літом.
| Клімат Радомишль                                                              | Клімат Радомишль | Клімат Радомишль | Клімат Радомишль | Клімат Радомишль | Клімат Радомишль | Клімат Радомишль | Клімат Радомишль | Клімат Радомишль | Клімат Радомишль | Клімат Радомишль | Клімат Радомишль | Клімат Радомишль | Клімат Радомишль |
| Показник                                                                      | Січ.             | Лют.             | Бер.             | Квіт.            | Трав.            | Черв.            | Лип.             | Серп.            | Вер.             | Жовт.            | Лист.            | Груд.            | Рік              |
| Середній максимум, °C                                                         | 0                | 1                | 6                | 15               | 21               | 23               | 26               | 25               | 20               | 14               | 6                | 1                | 13,1             |
| Середня температура, °C                                                       | −2,5             | −2               | 2,0              | 9,5              | 15,0             | 17,5             | 20,0             | 19,0             | 14,5             | 9,0              | 3,0              | −1,5             | 8,9              |
| Середній мінімум, °C                                                          | −5               | −5               | −2               | 4                | 9                | 12               | 14               | 13               | 9                | 4                | 0                | −4               | 4,0              |
| Норма опадів, мм                                                              | 33               | 32               | 38               | 41               | 54               | 68               | 70               | 49               | 50               | 35               | 40               | 33               | 543              |
| ----------------------------------------------------------------------------- | ---------------- | ---------------- | ---------------- | ---------------- | ---------------- | ---------------- | ---------------- | ---------------- | ---------------- | ---------------- | ---------------- | ---------------- | ---------------- |
| Джерело: Кліматичні дані міста Радомишль на сайті «https://www.meteoblue.com» |                  |                  |                  |                  |                  |                  |                  |                  |                  |                  |                  |                  |                  |

## Відомі люди
З Радомишля і радомишльської землі походить значна кількість вчених, істориків, письменників, поетів, генералів, священиків, артистів, музикантів, викладачів та професорів різноманітних навчальних закладів. Виразними діячами в історії розвитку нашої держави можна назвати:
- Алперт Герб
- Архипович Микола Георгійович
- Балясна Рива Наумівна
- Бельке Густав Карлович
- Березюк Михайло Миколайович
- Бочвар Анатолій Михайлович
- Веледницький Абрам Маркович
- Герасименко Ігор Леонідович — український військовий, майор, Герой України (2015).
- Гусовський Сергій Володимирович
- Олександр Зінченко — український футболіст, півзахисник і лівий захисник англійського «Арсенала» та національної збірної України.
- Коренберг Годель Шабійович
- Мацапура Микола Іванович
- Мельник Валерій Іванович (1966—2017) — полковник ЗС України, учасник російсько-української війни.
- Міненко Юрій Миколайович
- Незабитовський Василь Андрійович
- Півоваренко Павло Васильович (1975—2014) — полковник Збройних сил України, учасник російсько-української війни, загинув під Іловайськом.
- Равич-Каменський Володимир Йосипович
- Самоплавський Валерій Іванович (1952) — український політик, очільник лісового господарства України, народний депутат ВР СРСР і України
- Метлушенко Юрій Володимирович — український велогонщик;
- Севрук Михайло Іванович
- Чубенко Олександр Андрійович
- Чуйко Петро Васильович
- Плацинський Павло Янович — старший сержант Збройних сил України, учасник російсько-української війни,загинув під Дебальцевим.
- Люшенко Ігор Васильович — радянський велогонщик;

## Місцеві роди
- Савицькі